# "Pistol" Jim
"Pistol" Jim es una serie del oeste creada en 1944 por Carlos Freixas, la más famosa de las suyas.

## Trayectoria editorial
Carlos Freixas creó la serie para la colección Mosquito, que había lanzado en 1944 con Emilio Freixas y Ángel Puigmiquel, continuándolo en Gran Chicos al año siguiente.
Establecido desde 1947 en Argentina, Carlos Freixas la publicó en Aventuras.
"Pistol" Jim también se publicó en El Coyote, pero con unas viñetas complementarias de Tomás Porto que desvirtuaban el original.

## Argumento y personajes
"Pistol" Jim es un justiciero, que viste de negro (al igual que Hopalong Cassidy) y lleva el emblema de un revólver en el pecho.
Lo acompaña el pecoso Nick Rolly.
Entre los villanos, destaca la sofisticada Belle Smith.

## Estilo
En opinión del investigador Luis Gasca, "Pistol" Jim auna la influencia de los estilos de Emilio Freixas y de Alex Raymond.